# La Garda (Arieja)
La Garda (francès Lagarde) és un municipi francès situat al departament de l'Arieja i a la regió d'Occitània.